# Hauptmann-Hirsch-Denkmal

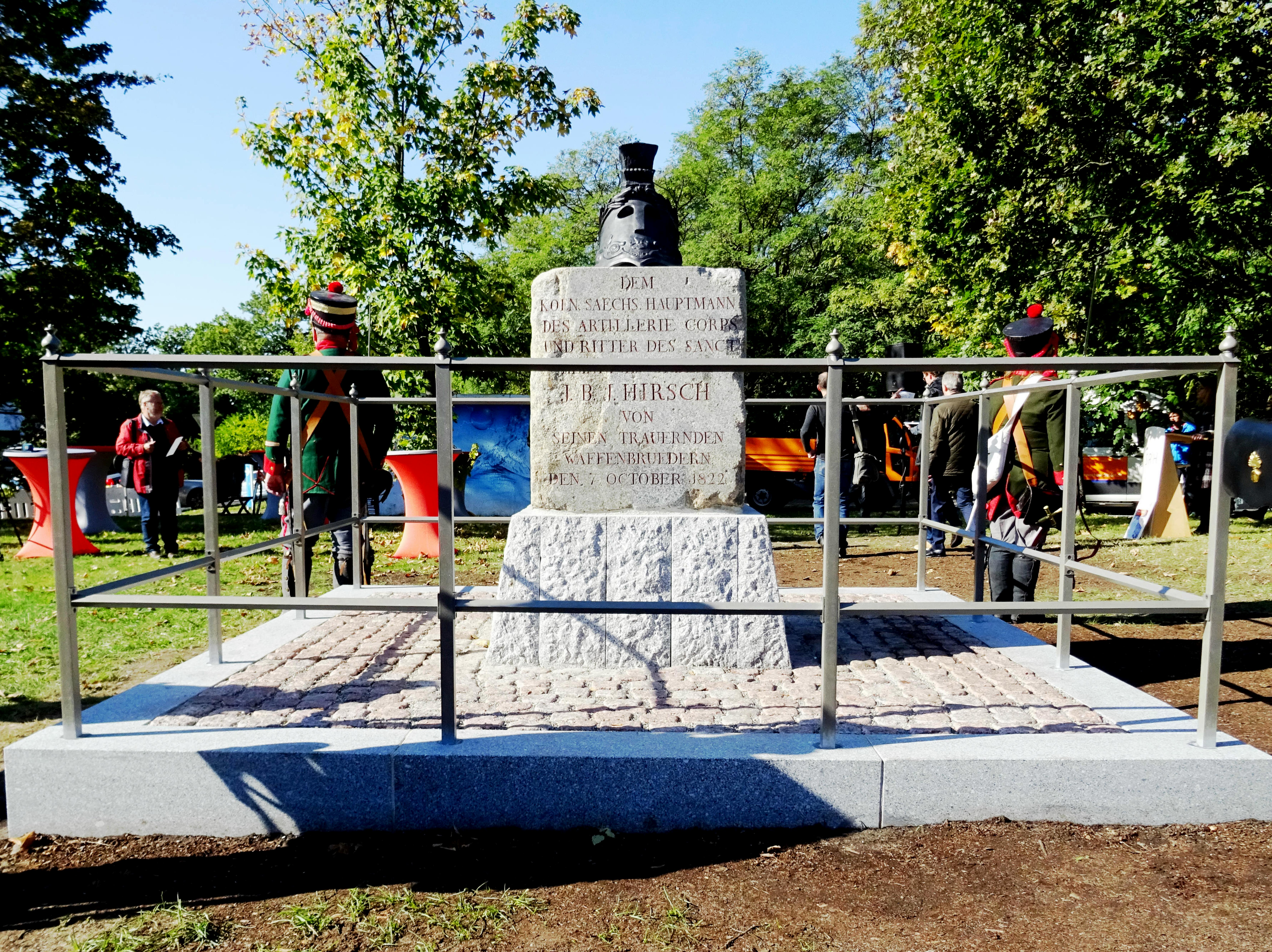
Hauptmann-Hirsch-Denkmal

Das Hauptmann-Hirsch-Denkmal, kurz auch Hirschdenkmal, ist ein Kriegerdenkmal in Dresden. Geschaffen 1823 von Bildhauer Franz Pettrich, erinnert es an den Offizier Johann Baptista Joseph Hirsch (1770–1822). An jenem Ort auf dem Heller, wo der Hauptmann der Artillerie der Sächsischen Armee einen tödlichen Reitunfall erlitten hatte, wurde genau ein Jahr nach seinem Tod das Denkmal aufgestellt. Es wurde später mehrfach umgesetzt, beschädigt und 2019 restauriert und ist eines der beiden Kulturdenkmale in Hellerberge.

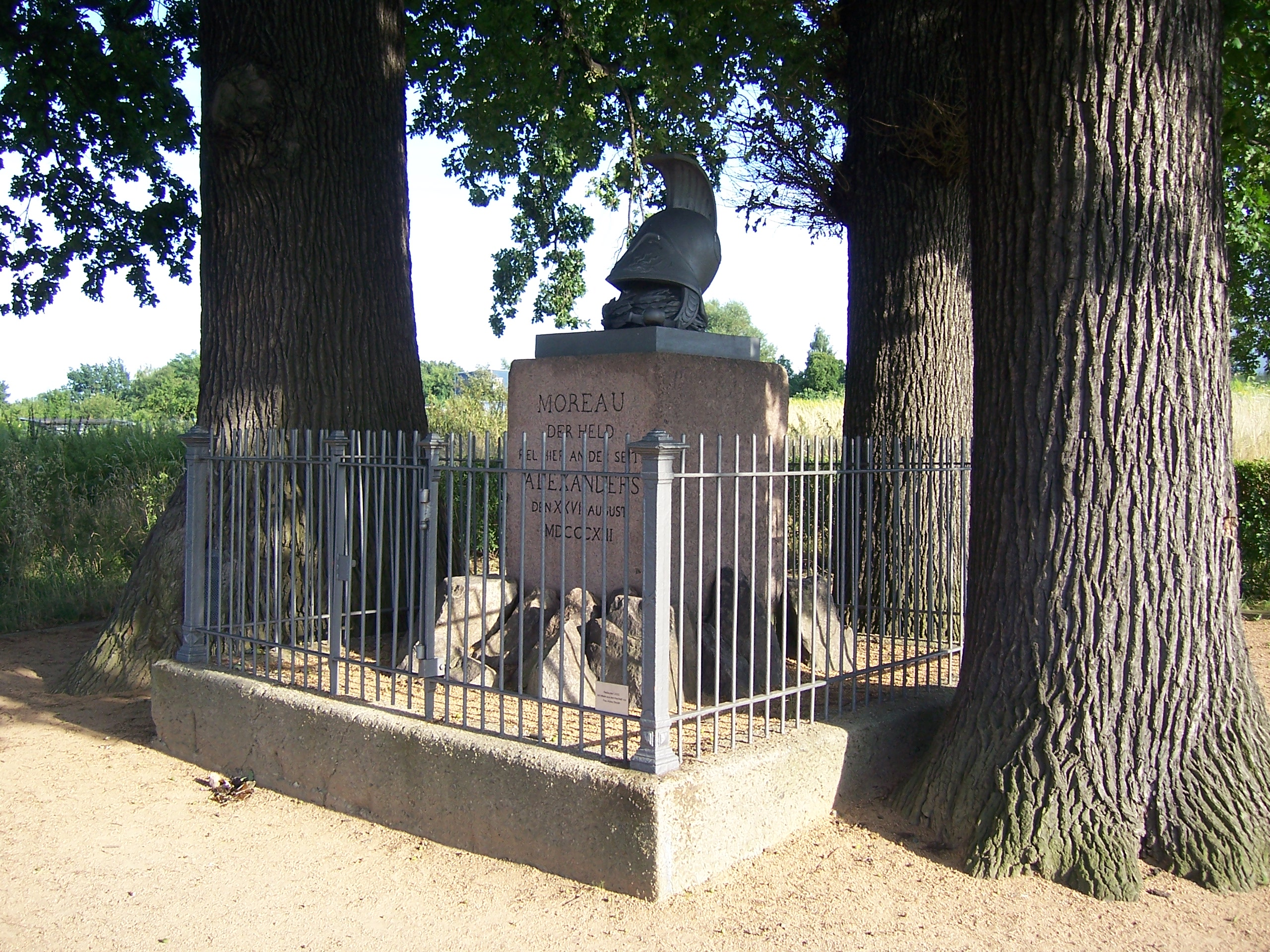
Ikonografisches Vorbild: das sieben Jahre ältere Moreau-Denkmal in Dresden

## Biografisches
Der sächsische Offizier Johann Baptista Joseph Hirsch hatte sich wiederholt in den bis 1815 stattfindenden Befreiungskriegen ausgezeichnet und erhielt dafür unter anderem den militärischen St. Heinrichs-Orden und eine Beförderung zum Hauptmann. Am 7. Oktober 1822 hielt sich Hirsch, zuletzt Kommandeur der 1. Reitenden Batterie, im Königlichen Gestüt in Moritzburg auf. Auf dem Rückweg nach Dresden scheute sein Pferd und warf ihn ab. Dabei prallte er mit dem Kopf gegen einen Baum, blieb im Steigbügel hängen und wurde mehrere Meter über den Hellerboden gezerrt. Noch am gleichen Tag erlag Hirsch in einem Dresdner Krankenhaus seinen schweren Verletzungen. Auf dem Alten Neustädter Friedhof wurde er am 10. Oktober 1822 beigesetzt; sein Grab ist nicht erhalten.

## Geschichte

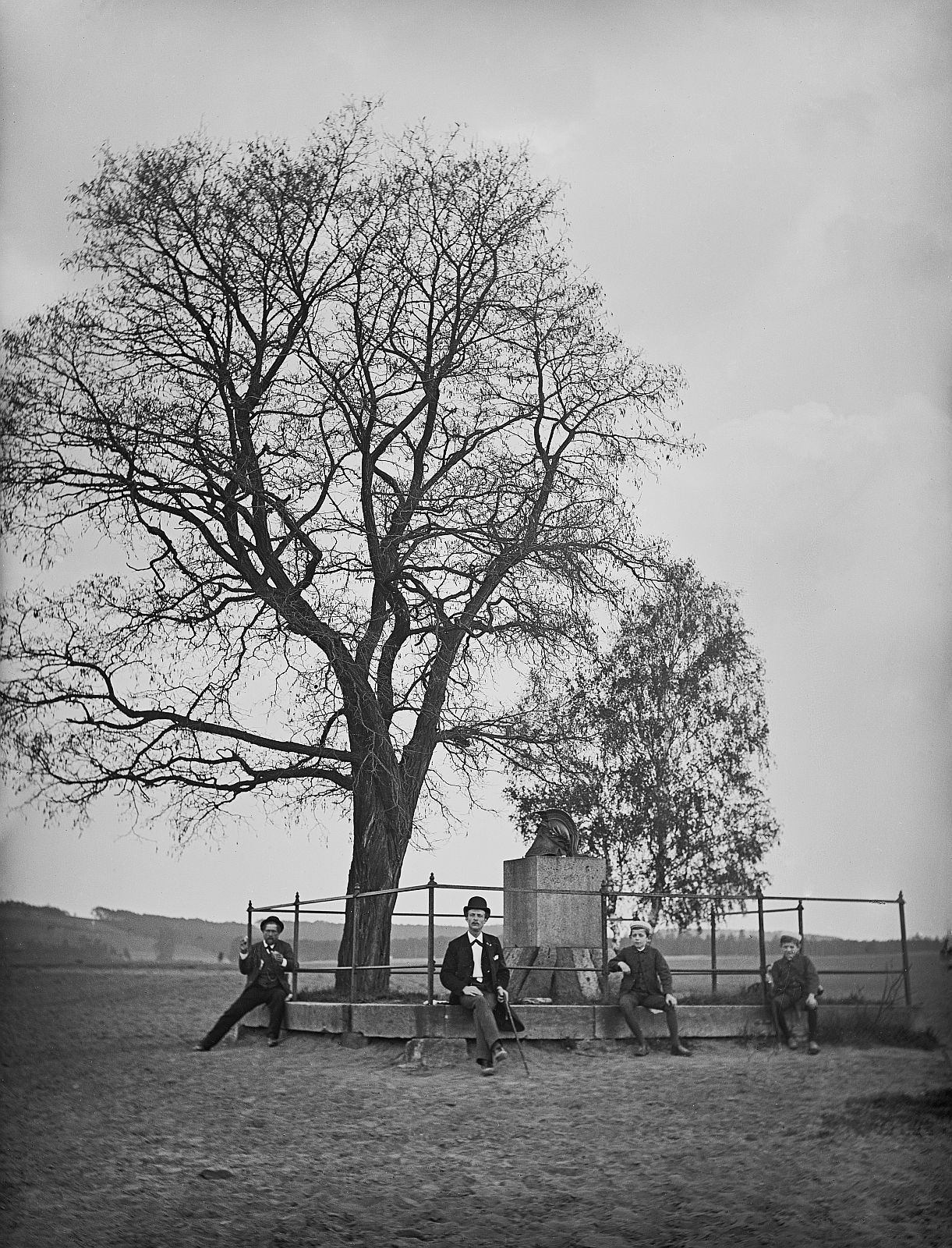
Auf einem Foto von Ermenegildo Antonio Donadini dokumentierter Zustand um 1900

Hirschs Kameraden des Artillerie-Corps setzten ihm ein am 7. Oktober 1823, dem ersten Jahrestag des Unfalls, eingeweihtes Denkmal an der Unglücksstelle. Der Dresdner Bildhauer Franz Pettrich (1770–1844) schuf das Denkmal, das sich vom ikonografischen Typus her eng an das 1814 nach einem Entwurf von Gottlob Friedrich Thormeyer durch Christian Gottlieb Kühn geschaffene Moreau-Denkmal im Süden Dresdens anlehnt. Ursprünglich handelte es sich dabei um einen großen Granitquader, ruhend auf einem wohl pyramidenstumpfförmigen Sockel aus Bruchsteinmauerwerk und bekrönt mit einem übergroßen klassischen Helm aus Eisenguss. Das Denkmal stand dabei auf einer etwa vier mal vier Meter großen, von einem einfachen Eisenzaun eingefassten Grundfläche, die gegenüber der anfangs noch dicht bewaldeten, ab 1827 dann gerodeten und sandigen Umgebung um bis zu zwei gemauerte Sandsteinquaderreihen erhöht war. Der Quader bekam folgende Inschrift:
DEM

KOEN. SAECHS. HAUPTMANN

DES ARTILLERIE CORPS

UND RITTER DES SANCT

HEINRICHS ORDENS

J. B. J. HIRSCH

VON SEINEN TRAUERNDEN

WAFFENBRUEDERN

D. 7. OCTOBER 1822
Der erste Standort des Denkmals befand sich rund 100 Meter nordöstlich des heutigen Standorts. Er lag wenige Meter östlich des alten Verbindungsweges von Dresden nach Rähnitz, der heutigen Radeburger Straße, und rund 200 Meter nördlich der heutigen Einmündung der Stauffenbergallee. Erste Restaurierungen fanden 1872 und 1900 statt. Innerhalb der Einfassung stand, wie ein von Ermenegildo Antonio Donadini um 1900 gemachtes Foto belegt, eine mächtige Robinie, an der Hauptmann Hirsch zu Tode kam.

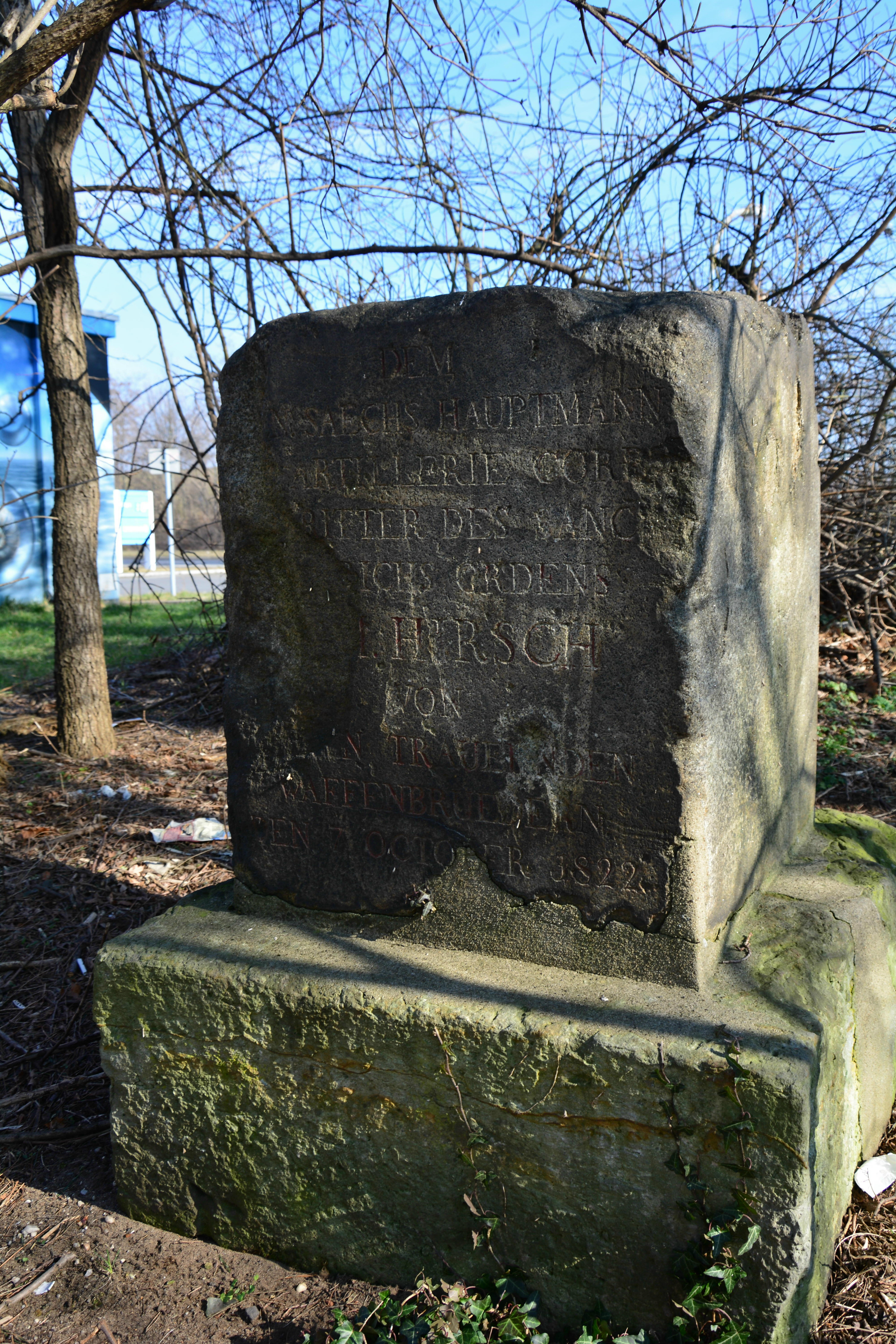
Zustand 2010

Gegen Ende des Zweiten Weltkrieges 1945 wurde das personengeschichtlich bedeutende Denkmal wohl in einem Akt von politischem Ikonoklasmus, der sich gegen Militarismus richtete, stark beschädigt. Unter anderem wurde dabei der Helm zerstört. Bei Baggerarbeiten im Zuge des vierspurigen Ausbaus der Radeburger Straße wurde das auch damals schon denkmalgeschützte Hauptmann-Hirsch-Denkmal im Dezember 1974 verschüttet. Auf Initiative des an der Hellerhofstraße wohnhaften ehrenamtlichen Denkmalpflegers Johannes Ziller (1909–1982) wandte sich daraufhin der Kunsthistoriker Volker Helas vom Institut für Denkmalpflege an den zuständigen Baubetrieb, woraufhin das Denkmal 1975 geborgen und 1976/77 an einem neuen Standort auf der Westseite der Straße auf einem Sandsteinsockel aufgestellt wurde. Die Gemeinde der Dreikönigskirche stellte ebenfalls auf Vermittlung von Helas für die damalige Restaurierung einen ähnlichen Helm aus dem aufgekündigten Grabmal des Offiziers Horst Robert Steiger (1830–1863) zur Verfügung. Auf der Rückseite des Denkmals wurde damals folgende Inschrift hinzugefügt:
GEBORGEN

UND UMGESETZT

1974–1977
Einen im Hellersand wiedergefundenen Rest des originalen Helms verwahrte Johannes Ziller auf seinem nahegelegenen Wohngrundstück. Die Reste des Denkmals überdauerten in diesem Zustand die letzten Jahre der DDR und wurden 1991 durch Vandalismus erneut schwer beschädigt. Der dabei unter anderem zu Boden gestoßene Ersatz-Helm, der aus dem Steiger-Grabmal stammte, wurde dem Denkmalschutzamt übergeben und befindet sich seither im Lapidarium der Stadt Dresden. Der Quader, dessen Material an mehreren Ecken und Kanten abgeplatzt und dessen Inschrift zuletzt kaum noch leserlich war, befand sich bis 2018 in schlechtem Zustand auf einem zugewachsenen Grundstück etwas abseits der Straßenkreuzung, unmittelbar südlich einer Tankstelle und neben einer Schwarzkiefer, die als besonders geschützter Baum und letzter seiner Art auf dem Dresdner Heller gilt. An dem Baum wies ein Schild auf das Denkmal und seine Geschichte hin.

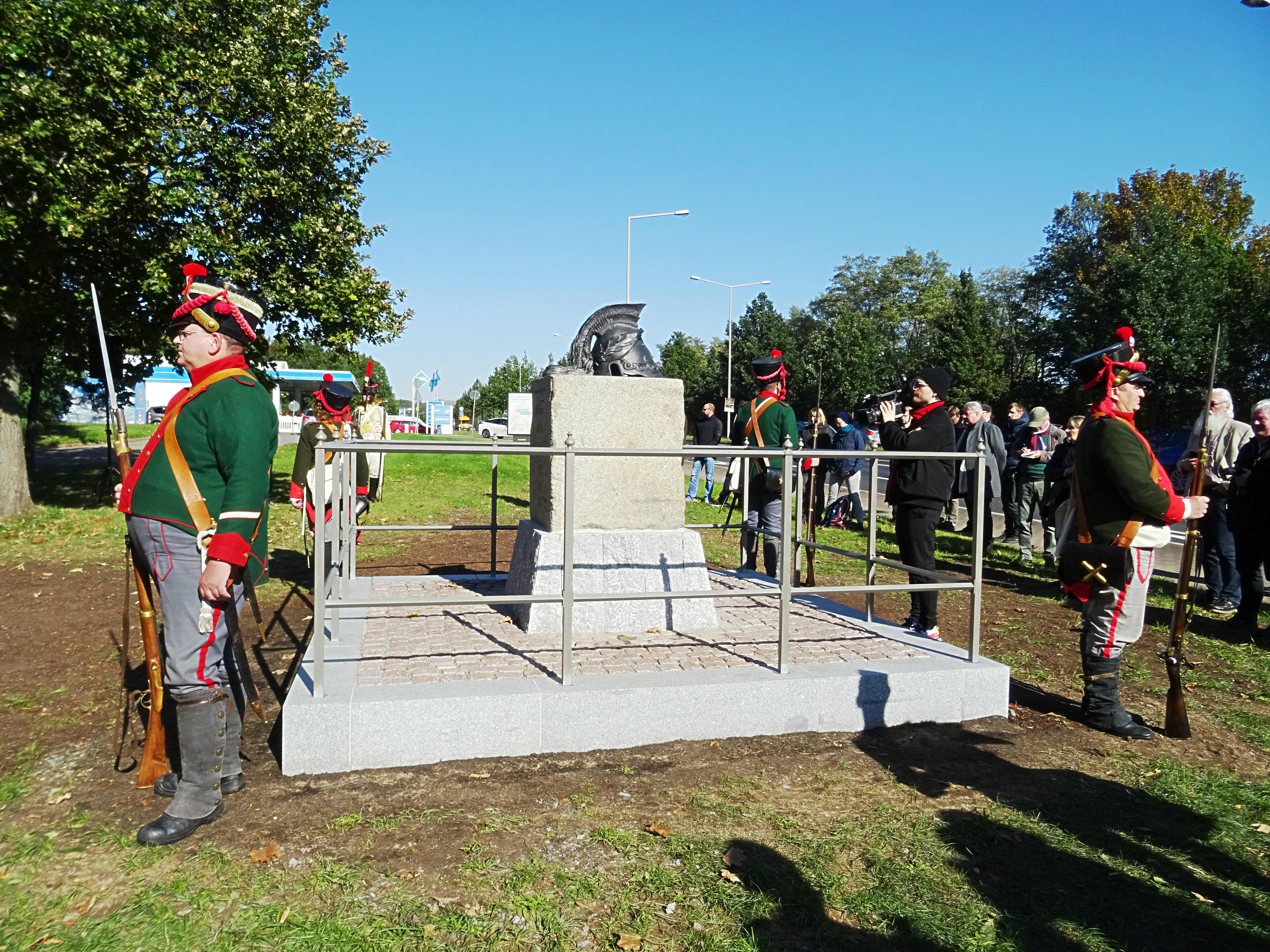
Wiedereinweihungsfeier am 7. Oktober 2019

Teilnehmer des Beruflichen Trainingszentrums Dresden der SRH erarbeiteten, nachdem Ende 2016 ein Mitarbeiter auf die Reste des Denkmals aufmerksam geworden war, schließlich ein Sanierungskonzept und stellten das Denkmal 2018 bei einer Eigenleistung von über 1000 Arbeitsstunden nach historischen Vorlagen wieder her. Insbesondere schufen sie eine Nachbildung des alten Helms aus Ton. Ausführende Arbeiten übernahmen die Steinbildhauer- und Steinmetzwerkstatt Andreas Hempel sowie die Kunstgießerei Gebr. Ihle. Weitere Förderer waren das Landesamt für Denkmalpflege Sachsen, der St. Heinrichs Orden zu Bamberg und das Militärhistorische Museum der Bundeswehr. Die Sponsoren stellten rund 30.000 Euro zur Verfügung. Mit einer neuen Inschrift wurde auf die Jahre der Restaurierungen aufmerksam gemacht:
RENOV.

1872

1900

2018
Am 7. Oktober 2019 erfolgte die feierliche Einweihung des Hauptmann-Hirsch-Denkmals. Eine Ehrenformation der Königlich-sächsischen Artillerieeinheit und der Bundeswehr flankierte das Denkmal. SRH-Geschäftsführer Marcus von Oppen übergab im Beisein von Alexander Prinz von Sachsen Dresdens 2. Bürgermeisterin Annekatrin Klepsch die Schenkungsurkunde an die Stadt Dresden. Der nunmehrige Standort befindet sich 50 Meter südöstlich des vorherigen, unmittelbar neben der Radeburger Straße in der Gemarkung Hellerberge, nahe der Flurgrenze zu Trachenberge. Bereits am 13. September 2019 wurde anlässlich der bevorstehenden Denkmaleinweihung ein Ehrensalut auf der Festung Königstein geschossen.